# Hotel Princess Brunhilde

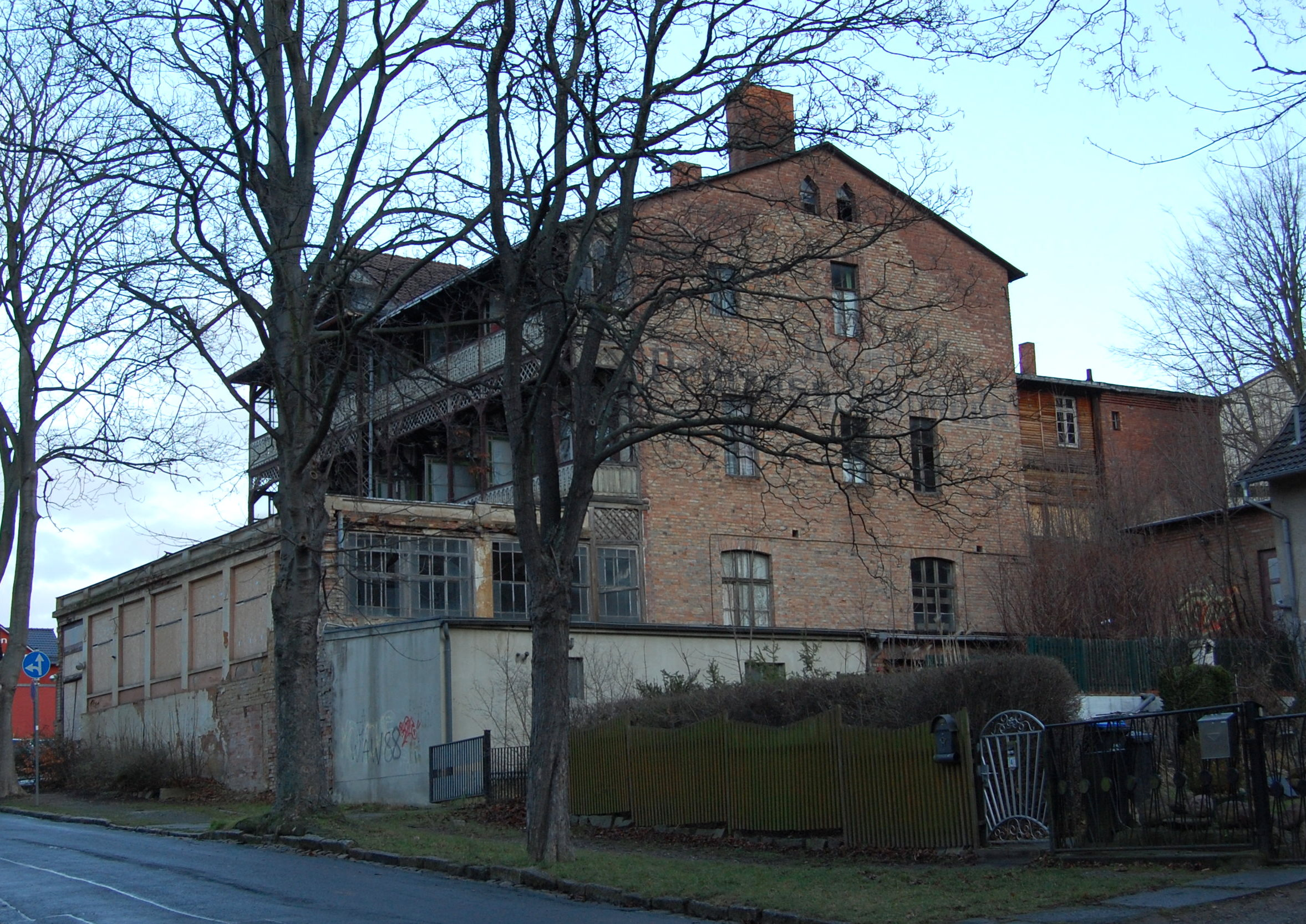
Hotel Princess Brunhilde, 2012

Das Hotel Princess Brunhilde war ein denkmalgeschütztes Hotelgebäude in der Stadt Thale in Sachsen-Anhalt.

## Lage
Es befand sich an der Adresse Hubertusstraße 5 in unmittelbarer Nähe des Ausgangs des Bodetals. Unweit des in Hangnähe errichteten Gebäudes befand sich der als Kurpark der Stadt angelegte Friedenspark. Es gehörte zu den wenigen erhaltenen Bauzeugnissen des Kurbezirks.

## Architektur und Geschichte
Das Gebäude entstand als repräsentativ gestaltetes, stattliches Fachwerkhaus um 1890. Der dreigeschossige Bau verfügte über Loggien. Später wurde noch die Saalterrasse hinzugefügt. Im Inneren des Gebäudes befanden sich bemerkenswerte Bleiverglasungen.
Das Gebäude stand länger leer und befand sich in einem stark sanierungsbedürftigen Zustand. Es wurde eine Abrissgenehmigung erteilt und das Gebäude im Jahr 2016 aus dem Denkmalverzeichnis ausgetragen. Der Abriss erfolgte im Januar 2018.